# حرية الدين في أمريكا الشمالية حسب البلد
يختلف وضع الحرية الدينية في أمريكا الشمالية من بلد إلى آخر. ويمكن أن تختلف الدول على أساس ما إذا كانت تكفل المساواة في المعاملة بموجب القانون لأتباع مختلف الأديان، وما إذا كانت تؤسس ديانة للدولة (وما يترتب على ذلك من آثار قانونية على كل من الممارسين وغير الممارسين)، ومدى الرقابة المفروضة على المنظمات الدينية العاملة داخل البلد، ومدى استخدام القانون الديني كأساس لمدونة القوانين للبلد.
هناك تناقضات أخرى بين مواقف بعض البلدان المعلنة ذاتياً بشأن الحرية الدينية في القانون والممارسة الفعلية لهيئات السلطة داخل تلك البلدان: فإرساء بلد ما للمساواة الدينية في دستوره أو قوانينه لا يعني بالضرورة حرية الممارسة للمقيمين في البلد. وبالإضافة إلى ذلك، فإن الممارسات المماثلة (مثل تسجيل المنظمات الدينية لدى الحكومة) يمكن أن تكون لها عواقب مختلفة تبعاً لظروف اجتماعية -سياسية أخرى خاصة بالبلدان المعنية.
يتضمن كل بلد في أمريكا الشمالية أحكامًا تتعلق بحرية الدين أو حرية الضمير في دستوره. وقد حظرت عدة بلدان رسمياً التمييز على أساس ديني .تفيد وزارة خارجية الولايات المتحدة بأن العديد من البلدان في المنطقة ليس لديها قضايا معلقة فيما يتعلق بانتهاكات الحرية الدينية بسبب تدخل الحكومة أو الضغط المجتمعي، وتوجد لدى سبعة بلدان قوانين تتعلق بخطاب الكراهية والتي كانت جزءاً من مدونتها القانونية منذ عهد الاستعمار البريطاني، ولكنها غير مطبقة حالياً. يواجه الراستافاريون تمييزاً وعقبات في ممارسة شعائرهم الدينية في العديد من بلدان المنطقة، ويعود ذلك في كثير من الأحيان جزئياً إلى بلدان تجرّم القنّب المستخدم في الطقوس الدينية الراستافارية. الكاثوليكية الرومانية هي دين الدولة في بعض البلدان في أمريكا الشمالية، وتعامل بلدان أخريان الكنيسة الكاثوليكية معاملة تفضيلية رغم أنها لم تؤسس رسميًا كدين للدولة.

## أنتيغوا وبربودا
ينص دستور أنتيغوا وبربودا على حرية المعتقد الديني في البلد. لا يسمح لرجال الدين بالترشح للمناصب السياسية. اشتكى ممثلو طائفة الرستافاري من أن القيود القانونية، مثل تجريم القنب أو ما يعرف بالماريجوانا وسياسات التطعيم الإلزامي، تتعارض مع معتقداتهم الدينية، على الرغم من التقارير التي تفيد بأن الحكومة تعمل أيضاً مع المجتمع للتوصل إلى حل وسط بشأن هذه المسائل. وحتى عام 2017، لم ترد تقارير عن انتهاكات أو تجاوزات مجتمعية جسيمة لحرية الدين في أنتيغوا وبربودا وفقًا لما أفادت به وزارة خارجية الولايات المتحدة.

## جزر البهاما
ينص دستور جزر البهاما على حرية الدين ويحظر التمييز القائم على المعتقد. ولا دين للدولة في البلد، وإن كانت ديباجة دستوره تشير إلى «القيم المسيحية».
تُعد طقوس الأوبيه Obeah غير قانونية في جزر البهاما، ويعاقَب عليها بالسجن. غير أن هذا القانون لا ينفذ عادة. وبالمثل، فإن القوانين التي تحظر نشر خطابات الكراهية (باستثناء الآراء «المعبر عنها بحسن نية وبلغة لائقة») لا تنفذ أيضاً. حتى عام 2017، لم ترد تقارير عن انتهاكات اجتماعية أو تجاوزات جسيمة لحرية الدين في جزر البهاما وفقًا لوزارة خارجية الولايات المتحدة.

## باربادوس
ينص دستور بربادوس على حرية الدين ويحظر التمييز على أساس العقيدة.
ولا يستطيع الراستافاريون أداء بعض الطقوس الدينية بسبب عدم قانونية الماريجوانا «الحشيش». وقد اعترض ممثلو المجتمع المحلي أيضاً على التطعيم الإلزامي لأطفال المدارس، وأفادوا بأن الراستافاريين يواجهون تدقيقاً غير متناسب عند نقاط التفتيش الأمنية، ويواجهون أيضاً بعض التمييز الاجتماعي. وقد اعترض المسلمون في بربادوس على إجبارهم على الظهور دون غطاء للرأس من أجل الحصول على صور الهوية وجوازات السفر. ووفقاً للحكومة، فإن هذه التدابير لا تعدو أن تكون لأسباب أمنية بحتة.

## بليز
ينص دستور بليز على حرية الدين. ويُعد التمييز على أساس ديني غير مشروع. لا يُنفذ القانون المعادي لخطابات الكراهية. يعين مجلس كنائس بليز، وهو هيئة تضم ممثلين من عدة طوائف مسيحية، عضوًا في مجلس الشيوخ في بليز بموافقة الحاكم العام. وينص القانون أيضاً على وجوب احترام معتقدات السجناء الدينية وإيوائها.
يُطلب من الجماعات الدينية أن تسجل نفسها لدى الحكومة لكي تمارس نشاطها في البلد. وتعفى الجماعات الدينية من بعض الضرائب. ويُطلب من المرسلين أن يسجلوا لدى الحكومة ويشتروا رخصة عمل دينية.
يشمل المنهج الدراسي العام للمدارس الابتدائية صفوفاً دراسية «روحانية» غير رسمية تعرض الأديان العالمية، فضلاً عن الأخلاق والآداب المرتبطة بالدين. وتدير الكنائس المسيحية معظم المدارس العامة. وتدير بعض المدارس جماعات دينية غير مسيحية.

## كندا
الحرية الدينية في كندا حق يحميه الدستور كجزء من المادة 2 من الميثاق الكندي للحقوق والحريات، الذي يسمح للمؤمنين بحرية التجمع والعبادة دون قيود أو تدخل.
ولا توجد كنيسة رسمية، بيد أن الجماعات الدينية يمكن أن تتأهل للإعفاء الضريبي. وتتفاوت المبالغ التي تحصل عليها المدارس الدينية من مقاطعة إلى أخرى. في العديد من المقاطعات، تمول الحكومة المدارس الدينية بالطريقة نفسها التي تمول بها المدارس المستقلة الأخرى. يوجد في معظم أنحاء كندا نظام تعليمي كاثوليكي إلى جانب نظام التعليم العلماني «العام». فجميعهم يسيرون وفق المبادئ الكاثوليكية ويدرجون النشاطات الدينية والتعليم كمسألة طبيعية. ولا يقتصر حضورهم على الكاثوليك الممارسين.
ينص الميثاق الكندي للحقوق والحريات، المدرج في الدستور، في الديباجة على أن كندا «تقوم على مبادئ تعترف بسيادة الله وسيادة القانون».

## كوستاريكا
ينص دستور كوستاريكا على أن الكاثوليكية الرومانية هي دين الدولة ويمنحها امتيازات خاصة ويمولها. ويمنع الدستور أيضاً الحكومة من التدخل في حرية ممارسة الشعائر الدينية، وهو حكم يُحترم عملياً.
يمكن للجماعات الدينية التي تضم ما لا يقل عن عشرة أعضاء أن تسجل نفسها لدى الحكومة لكي تتمكن من جمع الأموال وحيازة الممتلكات. ولا توجد عقوبة على عدم التسجيل، باستثناء عدم الحصول على هذه الامتيازات.
لا تعترف الحكومة باحتفالات زواج دينية غير تلك التي تجريها الكنيسة الكاثوليكية. ويجب على الزوجين اللذين يتزوجان من خلال هذه الاحتفالات أن يحصلا أيضًا على اقتران مدني من كاتب عدل لكي يكون زواجهما معترفًا به قانونًا. تقدم الحكومة التمويل للمدارس الدينية الخاصة بغض النظر عن الدين.

## كوبا
ينص دستور كوبا على الحرية الدينية ويحظر التمييز الديني. عقب الثورة الكوبية، هاجمت حكومة كوبا في الستينيات الكنيسة الكاثوليكية، التي اتُّهمت بأنها تابعة للفرانكو ومناهضة للشيوعية، وسجنت الحكومة القساوسة وضيّقت عليهم. بالإضافة إلى ذلك، لم يسمح الحزب الشيوعي في كوبا لغير الملحدين بأن يصبحوا أعضاء في الحزب. اتخذت حكومة كوبا، منذ الثمانينيات، موقفاً متساهلاً بشكل متزايد إزاء الممارسة الدينية، فقامت أولاً بحلّ العلاقات مع الجماعات البروتستانتية التي جرى تشجيعها على ممارسة شعائرها الدينية، ثم دعت بعد ذلك البابا يوحنا بولس الثاني في التسعينيات إلى زيارة البلد (أجرى جميع الباباوات المتتالين زيارات رسمية إلى كوبا منذ ذلك الحين). غير أن الحكومة تواصل تقييد اتصالات الكنيسة الكاثوليكية ولا تسمح لها إلا بتلقي التمويل من مصادر توافق عليها.

## دومينيكا
ينص دستور دومينيكا على حرية الدين والفكر. وتفرض الحكومة ذلك على الرغم من أن طائفة الراستافاريين تعترض على الوضع غير القانوني للقنب أو الماريجوانا في دومينيكا، لأن القنب أو الماريجوانا يلعب دوراً هاماً في ممارساتهم الدينية.
تدعم الحكومة مرتبات المعلمين في المدارس الدينية الخاصة. وعادة ما تتضمن المدارس العامة صلوات اختيارية غير طائفية في التجمعات الصباحية.
يجوز للمجموعات الدينية التسجيل لدى الحكومة للحصول على مركز غير ربحي.

## الجمهورية الدومينيكية
ينص دستور الجمهورية الدومينيكية على حرية الدين. وتُعد الكاثوليكية دين الدولة، وتحصل الكنيسة الكاثوليكية على امتيازات خاصة، مثل الإعانات التي تدفع لمرتبات رجال الدين ونقل الممتلكات إلى الكنيسة.
يمكن للجماعات الدينية غير الكاثوليكية التسجيل لدى الحكومة للحصول على إعفاءات ضريبية والسماح لها بعقد الزيجات.
تشمل المدارس العامة صفوفاً للدراسات الدينية تتضمن مناهج دراسية تشرف عليها الكنيسة الكاثوليكية. ويمكن للآباء أن يختاروا مغادرة أطفالهم هذه الفصول، ولا يُطلب من المدارس الخاصة توفيرها. ويجوز للمدارس الدينية الخاصة أن تقدم مناهجها الدينية الخاصة بها.

## السلفادور
ينص دستور السلفادور على حرية الدين ويحظر التمييز الديني. ويعاقب بالسجن على الإساءة العلنية لمعتقدات الآخرين الدينية أو الإضرار بالأشياء الدينية. ولا يجوز لرجال الدين شغل مناصب حكومية عليا، ويُمنعون من الانضمام إلى الأحزاب السياسية.
يجوز للمجموعات الدينية التسجيل لدى الحكومة لأغراض الإعفاء من الضرائب والحصول على تصاريح البناء. وتلزم تأشيرات خاصة للأفراد الراغبين في السفر إلى السلفادور للمشاركة في أنشطة التبشير.

## غرينادا
ينص دستور غرينادا على حرية الدين. وتحظر المدونة القانونية في البلد نشر خطابات الكراهية، ولكن هذا لا ينفذ عملياً.
يمكن للفرق الدينية أن تسجِّل نفسها بغية الحصول على إعفاء ضريبي ورعاية المرسلين من خارج البلد.
تدعم الحكومة المدارس الخاصة المنتسبة دينياً.
اعتباراً من عام 2017، أفاد أفراد مجموعات الأقليات الدينية بأنهم يستطيعون ممارسة شعائرهم الدينية علناً دون تدخل.

## غْواتيمالا
ينص دستور غواتيمالا على الحرية الدينية. ورغم أن الكنيسة الكاثوليكية ليست دين الدولة، فهي تحظى بامتيازات معينة بصفتها «شخصية اعتبارية متميزة».
وفقاً للدستور، لا يجوز لأي رجل دين أن يعمل كرئيس أو نائب رئيس أو وزير في الحكومة أو قاضياً.
التسجيل للمجموعات الدينية ليس مطلوباً، ولكنه يتيح إمكانية شراء الممتلكات والإعفاءات الضريبية.
ويتضمن الدستور التزاماً بحماية حقوق جماعات المايا الأصلية في ممارسة شعائرها الدينية. ويُسمح لجماعات المايا الدينية باستخدام المواقع التاريخية في الأملاك المملوكة للحكومة في الاحتفالات. بيد أن ممثلي جماعات المايا اشتكوا من أن إمكانية وصولهم محدودة وخاضعة لعقبات أخرى، مثل مطالبتهم بدفع الرسوم.
قد تختار المدارس العامة تقديم التعليم الديني، ولكن لا يوجد إطار وطني لهذه الفصول. ويُسمح للمدارس الدينية الخاصة بالعمل أيضاً.